# Parafia św. Wawrzyńca w Gliniance
Parafia Świętego Wawrzyńca w Gliniance – parafia rzymskokatolicka należąca do dekanatu otwockiego, diecezji warszawsko-praskiej, metropolii warszawskiej Kościoła katolickiego. 
Erygowana w 1556. Mieści się przy ulicy Wawrzynieckiej. Prowadzą ją księża diecezji warszawsko-praskiej.

## Zasięg parafii
Do parafii należą wierni z następujących miejscowości: Bolesławów, Czarnówka, Dobrzyniec, Glinianka, Górki (część), Józefów, Kopki, Kruszówiec, Lipowo, Poręby, Rzakta, Siwianka, Wola Karczewska.

## Historia
10 września 2017 roku ks. abp. Henryk Hoser, po wieloletnich staraniach księdza proboszcza Krzysztofa Krzesińskiego, podczas pełnienia funkcji proboszcza parafii przez księdza Piotra Błażejczyka, ukoronował obraz MB Glinieckiej, który umieszczony jest w prawym ołtarzu.

### Kościół parafialny
Kościół św. Wawrzyńca w Gliniance „gra rolę” kościoła parafialnego (kościoła MB Nieustającej Pomocy) ks. Mateusza Żmigrodzkiego w serialu Ojciec Mateusz.